# Perugia San Francesco d’Assisi – Umbria nemzetközi repülőtér
A Perugia San Francesco d'Assisi – Umbria nemzetközi repülőtér (olasz nyelven: Aeroporto Internazionale dell'Umbria – Perugia San Francesco d'Assisi)  Olaszország egyik nemzetközi repülőtere, amely Perugia közelében található. 

## Futópályák
A repülőtér futópályái: 

## Forgalom
Az utasforgalom az elmúlt években az alábbi módon változott: